# Bodegas de Baltanás
El conjunto de bodegas subterráneas de Baltanás, constituido por 374 bodegas en 6 niveles superpuestos, es el mayor conjunto de bodegas subterráneas de España. Se localiza en un cerro conocido como del Castillo, en el municipio de Baltanás de la comarca de El Cerrato en la provincia de Palencia, comunidad autónoma de Castilla y León, España. Catalogado como Bien de Interés Cultural como Conjunto Etnológico.
Las bodegas de Baltanás son espacios excavados bajo el terreno arcilloso donde tradicionalmente se elaboran y conservan vinos, gracias a las condiciones del terreno es posible garantizar unas condiciones de humedad y temperatura estables durante todo el periodo del año.

## Localización
Las Bodegas de Baltanás se localiza en un cerro conocido como cerro del Castillo, en una posición estratégica dominando un fértil valle, testimonio de la existencia en el cerro de un castillo de origen medieval y un primitivo núcleo urbano, que ofrecía las mejores condiciones defensivas en un momento histórico hostil. Una vez la población desciende al llano, el primitivo poblado se convierte en un barrio de bodegas en la zona más alta del núcleo, en continuidad con la actual villa de Baltanás a través de la iglesia de San Millán.
El geógrafo Madoz en su Diccionario Geográfico-Estadístico en el siglo XIX hace referencia a la existencia de un importante conjunto de bodegas, dice: 

Se encuentra al extremo de un valle ancho, despejado y hermoso por el lado del Oeste y la mayor parte a la falda de un conjunto denominado el Castillo, que lo defiende del aire norte, y a cuyo costado existen las bodegas que por estar unas sobre otras y hallarse todo horadado no deja de llamar la atención...
Madoz. Diccionario Geográfico Estadístico

Las bodegas se distribuyen en dos zonas elevadas, zona de bodegas del Castillo y zona de bodegas de las Erillas, separadas por el camino Hondo y la calle Soltadero. La zona del Castillo, también llamado Cotarro del Castillo, cuenta con 305 bodegas siendo la zona más extensa (3,5 hectáreas), estas bodegas se organizan alrededor del cerro siguiendo 6 niveles de bodegas superpuestos con una altura total de este conjunto de 800 metros de altura. Por otro lado, la zona de las Erillas cuenta con 69 bodegas que se extienden en una sola dirección hasta el páramo de San Antón, esta zona más pequeña que la anterior tiene una superficie de una hectárea.

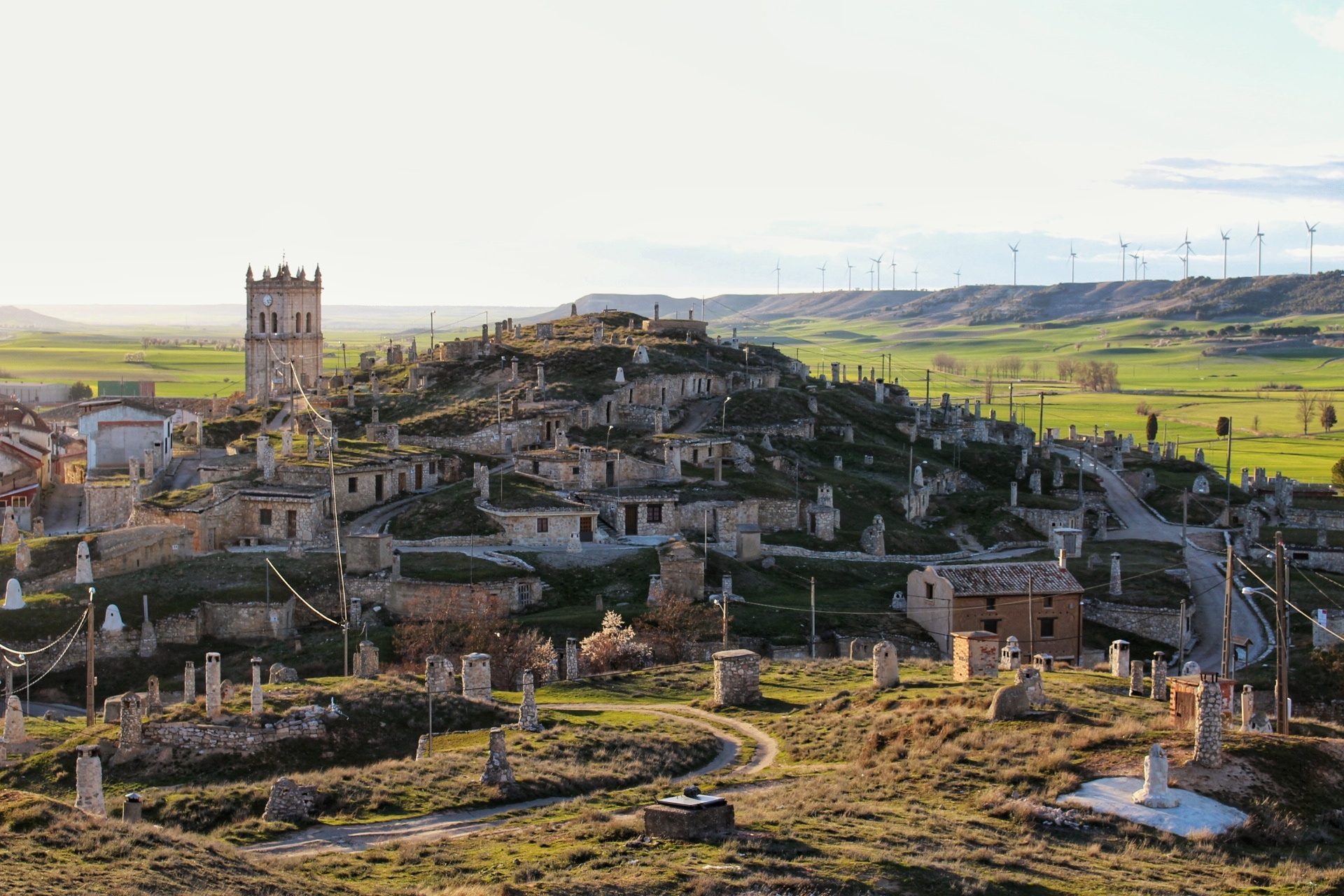
Cerro del Castillo desde la zona de bodegas de Las Erillas

En el año 2012 se realizó por parte del ayuntamiento del municipio y de la Universidad de Valladolid un levantamiento topográfico de toda el área de las bodegas, delimitando las zonas de bodegas, las vías de acceso, los caminos interiores, así como los elementos tradicionales. Además, se realizaron los planos del interior de todas las bodegas.
Las bodegas están rodeadas de diferentes caminos y sendas peatonales con límites muy imprecisos en algunas zonas. Para acceder al barrio de Bodegas encontramos como elemento principal el camino Hondo, la calle de la Torre (inicio de las rutas turísticas y donde se encuentra el Centro de recepción de visitantes Lagar Comunal) o los caminos situados al Este. Dentro del conjunto de bodegas, el camino principal se denomina calle Alta, que rodea todo el conjunto.
El recorrido por el conjunto de bodegas se hace mediante tres grandes caminos que rodean el conjunto (Camino de la Torre, Camino Alto y Camino Llano) y que estos a su vez dan salida a caminos y sendas menores. Para a los 6 niveles de los que cuenta el conjunto se hace mediante caces y escaleras.

## Historia
La datación de la antigüedad de las bodegas no es muy concreta, aunque se cree que su excavación en la ladera fue en torno al siglo XV debido a la gran actividad productiva y económica en torno al vino que experimentaba en esta época Baltanás.
La zona más antigua del conjunto de bodegas de Baltanás es la zona de bodegas del Castillo. En siglos posteriores se creó la zona de bodegas situadas al sureste de la calle del Sol, también llamada zona de las Erillas. 

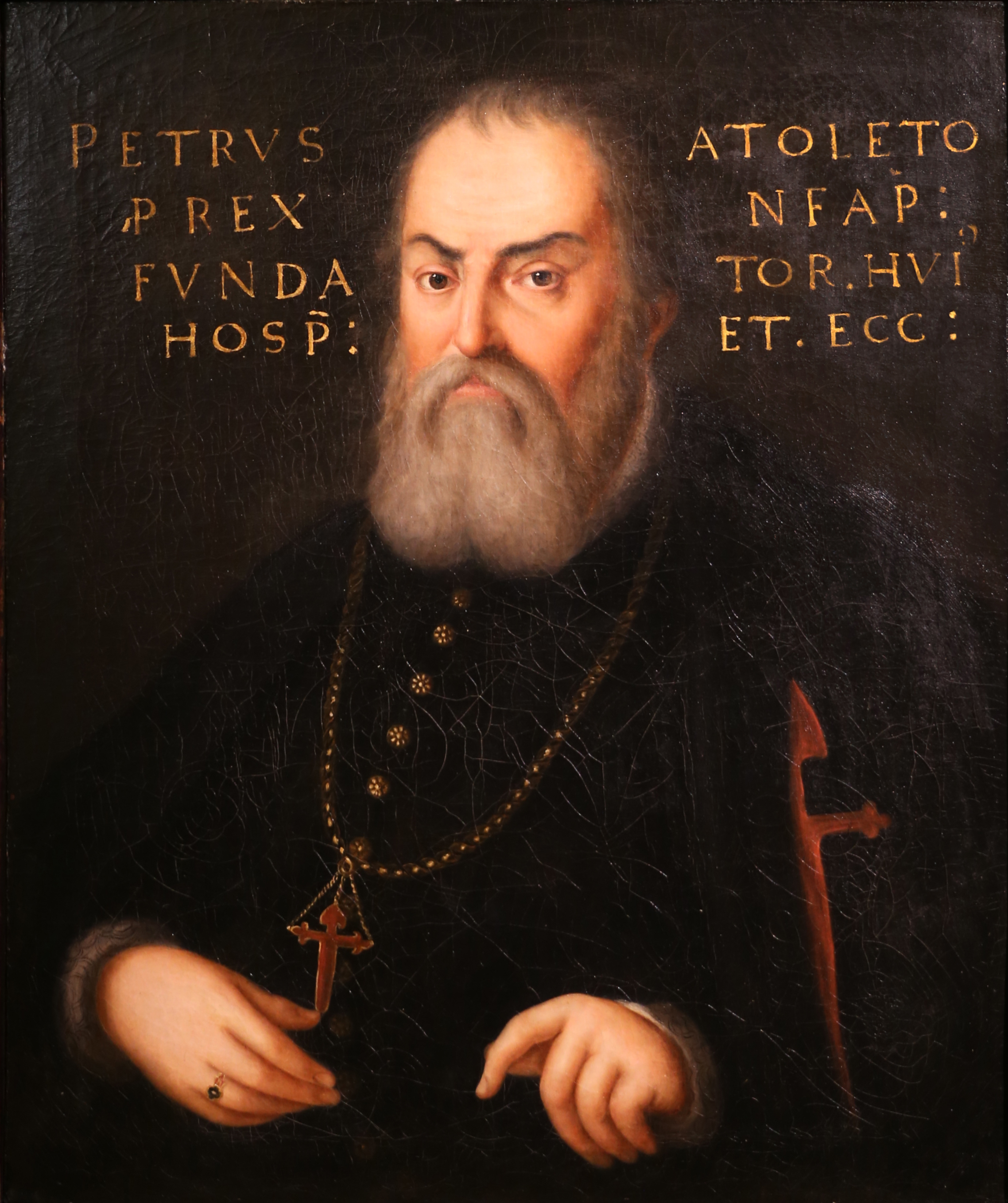
D. Pedro de Zúñiga y Enríquez, IV Marqués de Aguilafuente

La primera referencia conocida de la existencia de las bodegas es del año 1543, fecha en la que se documenta la adquisición y tenencia del señorío de Baltanás por D. Pedro de Zúñiga y Enríquez, IV marqués de Aguilafuente. La carta de venta se firmó en Valladolid el 21 de septiembre de 1543 y en ella se cita expresamente las bodegas: "El nuevo señor de Baltanás compra por la suma de 62.205 maravedises las bodegas y cuevas halladas junto al Castillo".
Las bodegas pasarían a ser definitivamente propiedad de la villa de Baltanás a finales del siglo XVI, gracias a un cambio de suelo por la que la villa cedía al Marqués de Aguilafuente a cambio del cerro de bodegas, los terrenos necesarios para la construcción del Convento de San Francisco y Santa Ana.

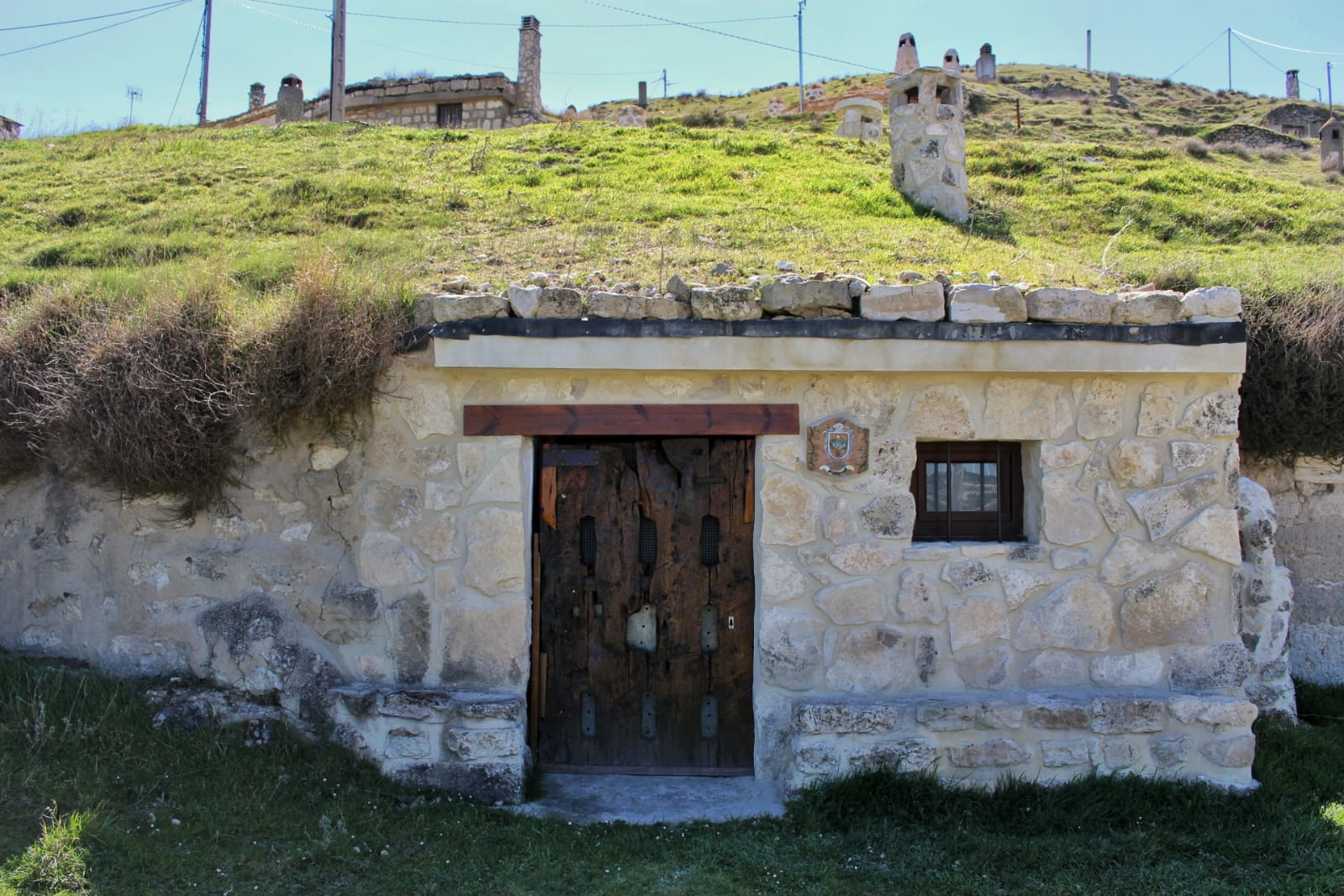
Merendero en las Bodegas de Baltanás

Desde el siglo XVII no hay referencia de construcción de nuevas bodegas en época contemporánea. Aunque en las últimas décadas se están construyendo diferentes merenderos, que son construcciones anexas a las bodegas que se adelantan a ellas formando una estancia a nivel de la calle para su uso como lugar para el recreo y ocio gastronómico. Todos estos merenderos conservan la bodega.

## Conjunto enológico
El barrio de bodegas de Baltanás constituye un conjunto enológico de singular interés histórico y etnográfico, relevante ejemplo de sistema tradicional de producción de vino, tanto por su extensión y número de bodegas, como por su antigüedad y estado de conservación, pero especialmente por la característica estructura urbana y paisajística, consecuencia de la excavación de las bodegas en un mismo emplazamiento, siguiendo un plan de construcción colectivo.
Este conjunto de bodegas es un excelente conjunto de construcciones para la elaboración y cura del vino gracias a que las bodegas subterráneas conservan un ambiente idóneo de temperatura, humedad y ventilación para su elaboración y posterior crianza. Cuanto más profunda está la bodega, menor es la variación anual de temperatura y de mejor calidad son sus caldos.
Para la elaboración del vino en las bodegas de Baltanás se sigué el siguiente procedimiento. En primer lugar se coge los racimos de uva de las viñas que solían estar cerca del conjunto de bodegas (actualmente su origen en muy variado), estas uvas se trasladaban hacia las bodegas mediante carros de madera tirados por animales. En segundo lugar, la uva se arrojaba por los descargaderos hacia el lagar, allí se tiene dos días para una primera fermentación donde los hollejos de la uva desprenden azúcares y los taninos que producen el proceso de fermentación y dan color al mosto. En tercer lugar, se prensa la uva en el lagar, obteniendo el mosto, este proceso se realiza 3 o 4 veces y posteriormente se abren las callejas para que pase el mosto. En cuarto lugar este mosto se traslada manualmente hacia las barricas de madera de roble depositadas en la cueva de crianza durante dos semanas en cuba abierta para su fermentación alcohólica, durante este proceso hay que tener cuidado en el acceso a la bodega ya que se produce gas carbónico denominado "tufo", este gas se ventila mediante los respiraderos. En quinto lugar se realiza la fermentación maloláctica en cuba cerrada. Por último, tras ello se realiza el curado y posterior embotellado.
Baltanás tiene una gran tradición vitivinícola que se puede observar en que un gran número de propietarios de bodegas siguen elaborado su propio vino de manera tradicional para consumo propio. Debido a la gran fama y calidad de los caldos por parte de los baltanasiegos, en los últimos años se celebra anualmente en el mes de septiembre el Concurso de vinos elaborados en las bodegas de Baltanás. Además, desde el año 2010 en el municipio se celebra anualmente la Feria del Queso y el Vino en la que participan gran variedad de empresas bodegueras.
El municipio de Baltanás y en consiguiente las bodegas de Baltanás y sus vinos pertenecen a la Denominación de Origen Arlanza. Las uvas que se utilizan para elaborar el vino son de tipo Albillo y Viura para vino blanco y de tipo Tempranillo, Garnacha, Mencía, Cabernet Sauvignón, Merlot y Petit Verdot para vino tinto.
El 10 de diciembre de 2015 fueron declaradas Bien de Interés Cultural por la Junta de Castilla y León, en la categoría de Conjunto Etnológico (BOE 11/01/2016).

## Elementos arquitectónicos y funcionales

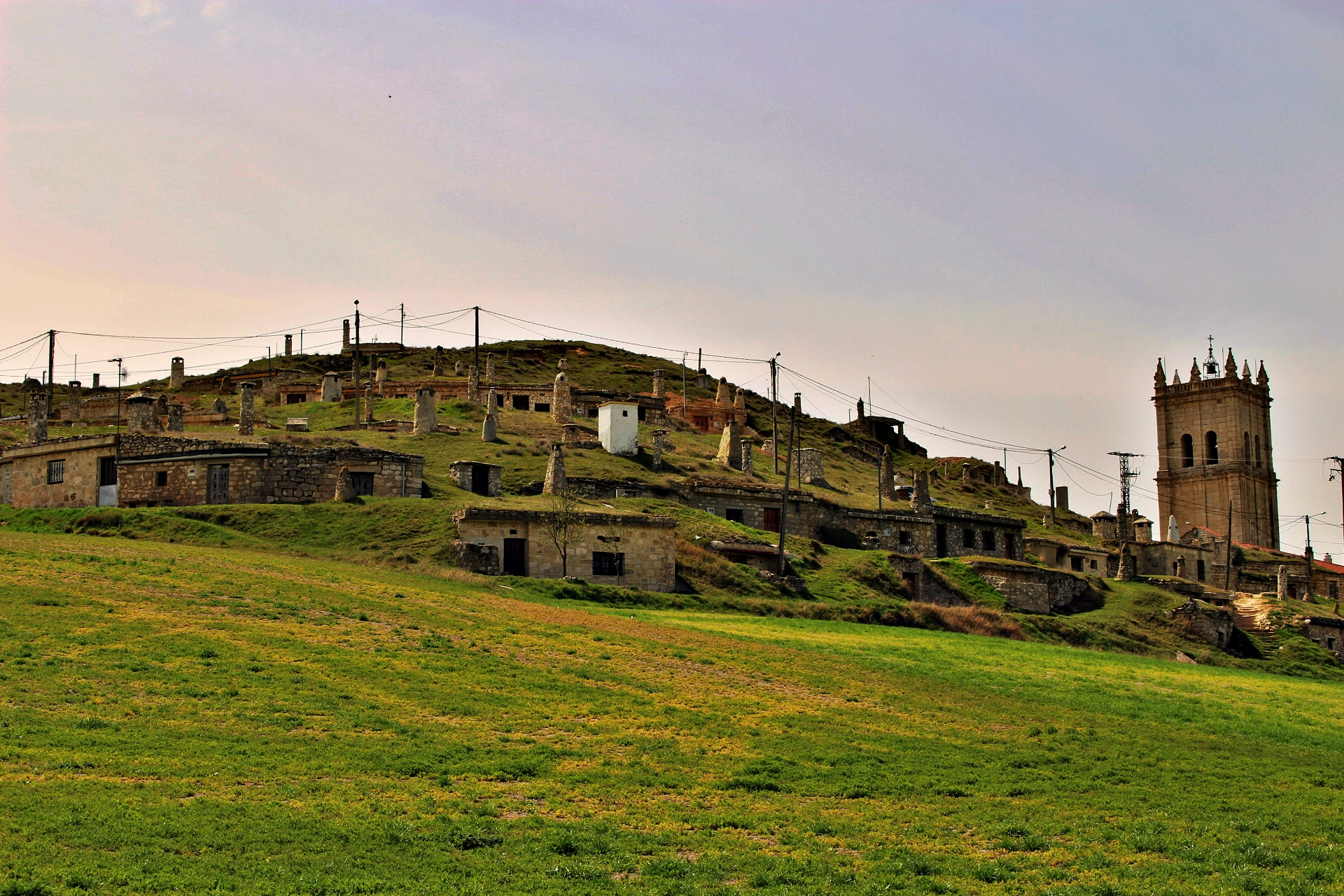
Manto vegetal de las bodegas

- Manto vegetal. Manto vegetal de las bodegasEs la superficie externa a las bodegas, está cubierto en su totalidad por vegetación de poca altura, muy variada de tipo herbácea y raramente subarbustiva. Este manto protege a las bodegas de la lluvia y mantiene la estructuralidad del conjunto. Tradicionalmente se ha aprovechado para el pastoreo en esta zona de ganado ovino como control de la vegetación. La excavación de las bodegas ha modificado el perfil original del terreno, presentando una sección escalonada, sobre todo muy visible en la zona del Castillo.[3]
- Zarceras. Son los conductos de ventilación y punto de contacto con el exterior. Discurren desde las diferentes naves hasta el exterior de la bodega de manera vertical. Tienen unas dimensiones reducidas. Esta ventilación tiene tres finalidades, en primer lugar, se hace necesaria para la eliminación de gas carbónico producido durante la fermentación del mosto para la elaboración del vino, en segundo lugar como regulación de la temperatura de la bodega necesaria en la elaboración del vino y en tercer lugar como ventilación para evitar humedades y el consiguiente derrumbamiento de las construcciones subterráneas.

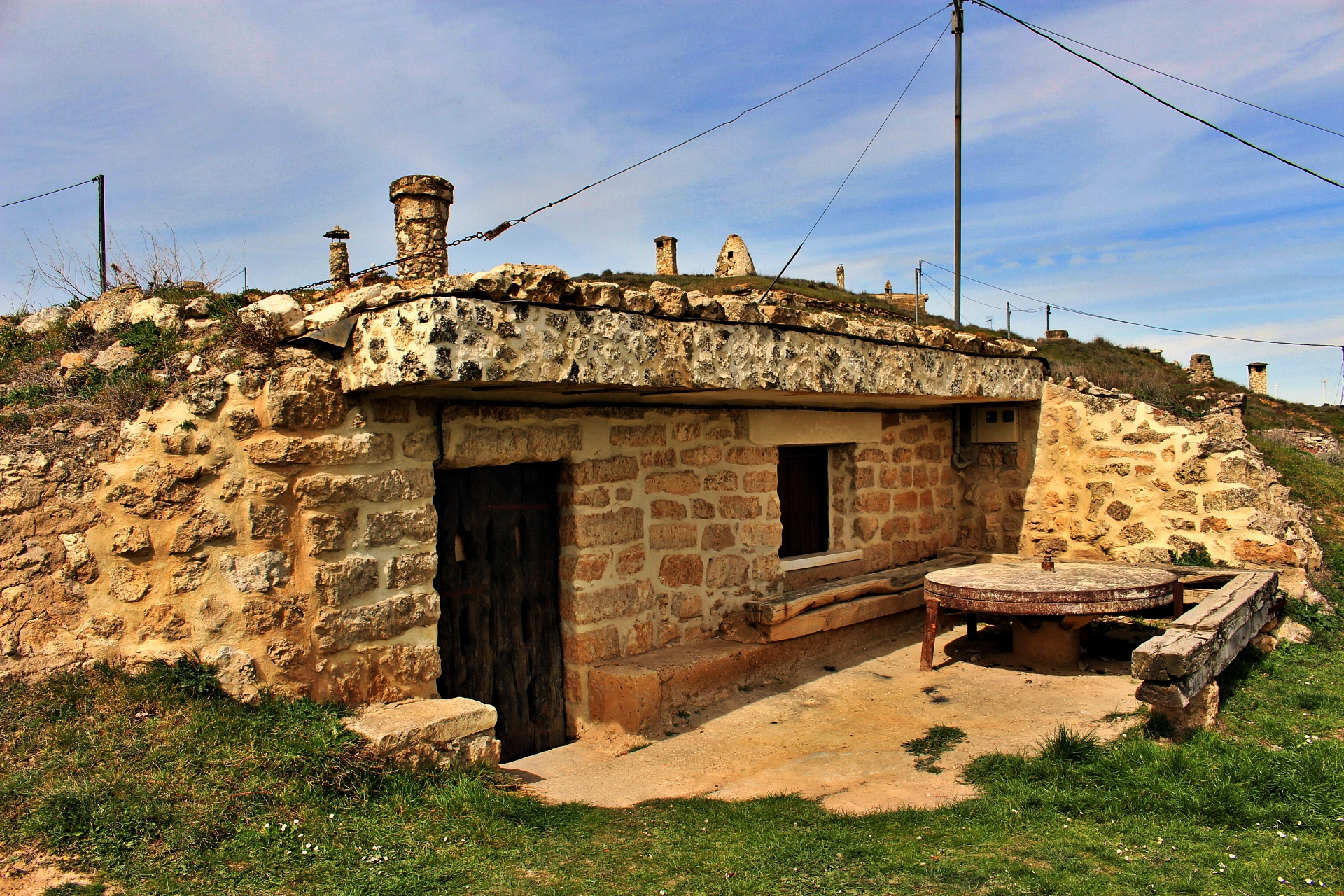
Frente de fachada de una bodega

- Frentes de fachada.Frente de fachada de una bodega Construidos mediante piedra de mampostería con algunos elementos de sillería en las esquinas, dinteles y jambas de las puertas. Los dinteles de las puertas suelen suelen ser de piedra (rectos o en arco tendido con dovela) o formados por vigas de madera de enebro. Los frentes de bodega se agrupan formando una calle. En algunas fachadas se han construido un cuerpo adelantado a la entrada de la bodega, denominado merendero. Las bodegas poseen un único hueco de acceso en el frente.

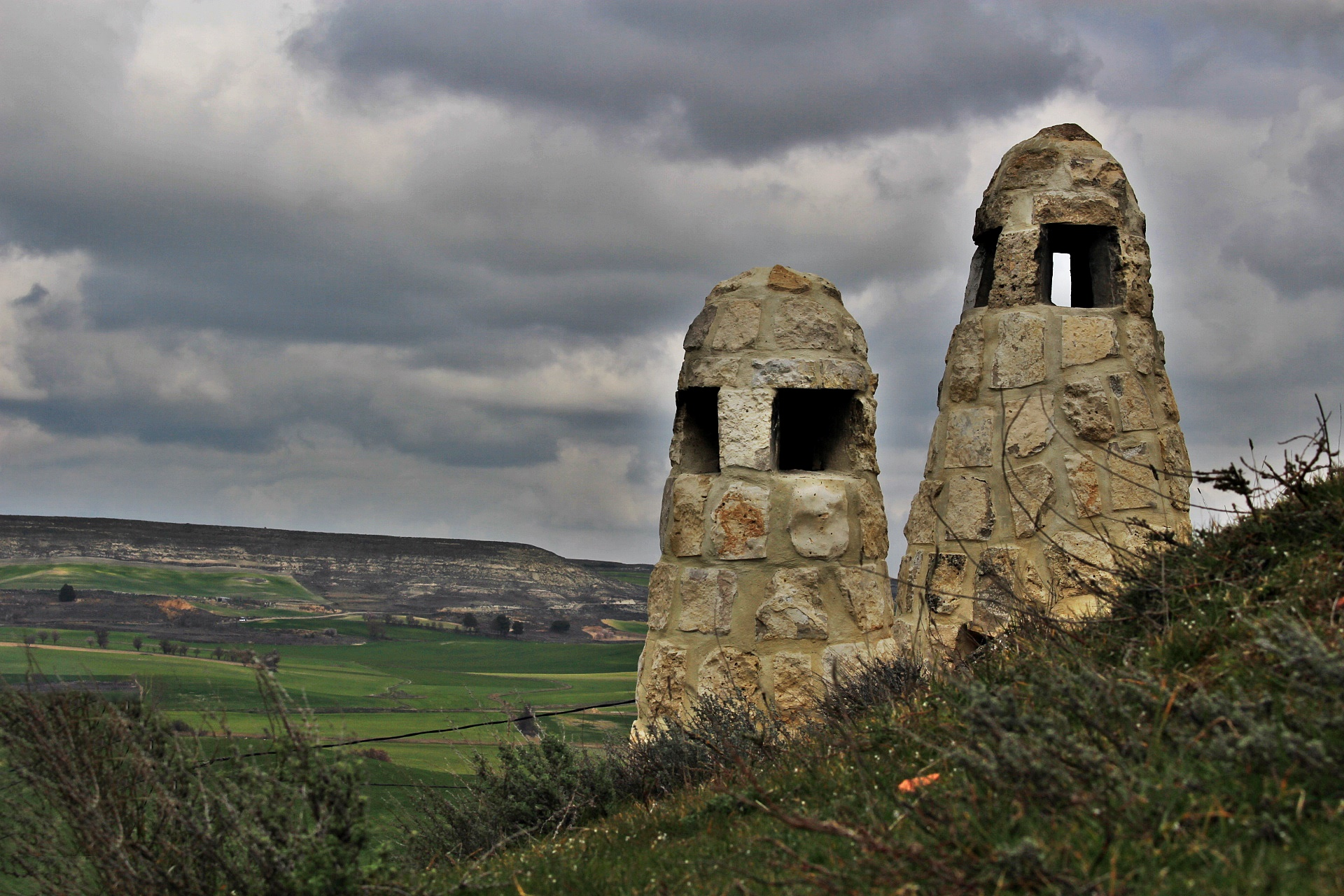
Chimeneas de las bodegas de Baltanás

- Chimeneas.Chimeneas de las bodegas de BaltanásTambién llamados humeros. Su morfología es muy diversa, aunque se pueden agrupar en dos tipos: chimeneas de planta circular y chimeneas de planta cuadrada. Las hay de diferente tamaño según en función de su uso, podemos encontrar chimeneas de medio metro de altura hasta grandes chimeneas de más de dos metros. Su envolvente exterior está construido en la mayoría en piedra de mampostería, aunque encontramos otras con cobertura de yeso.

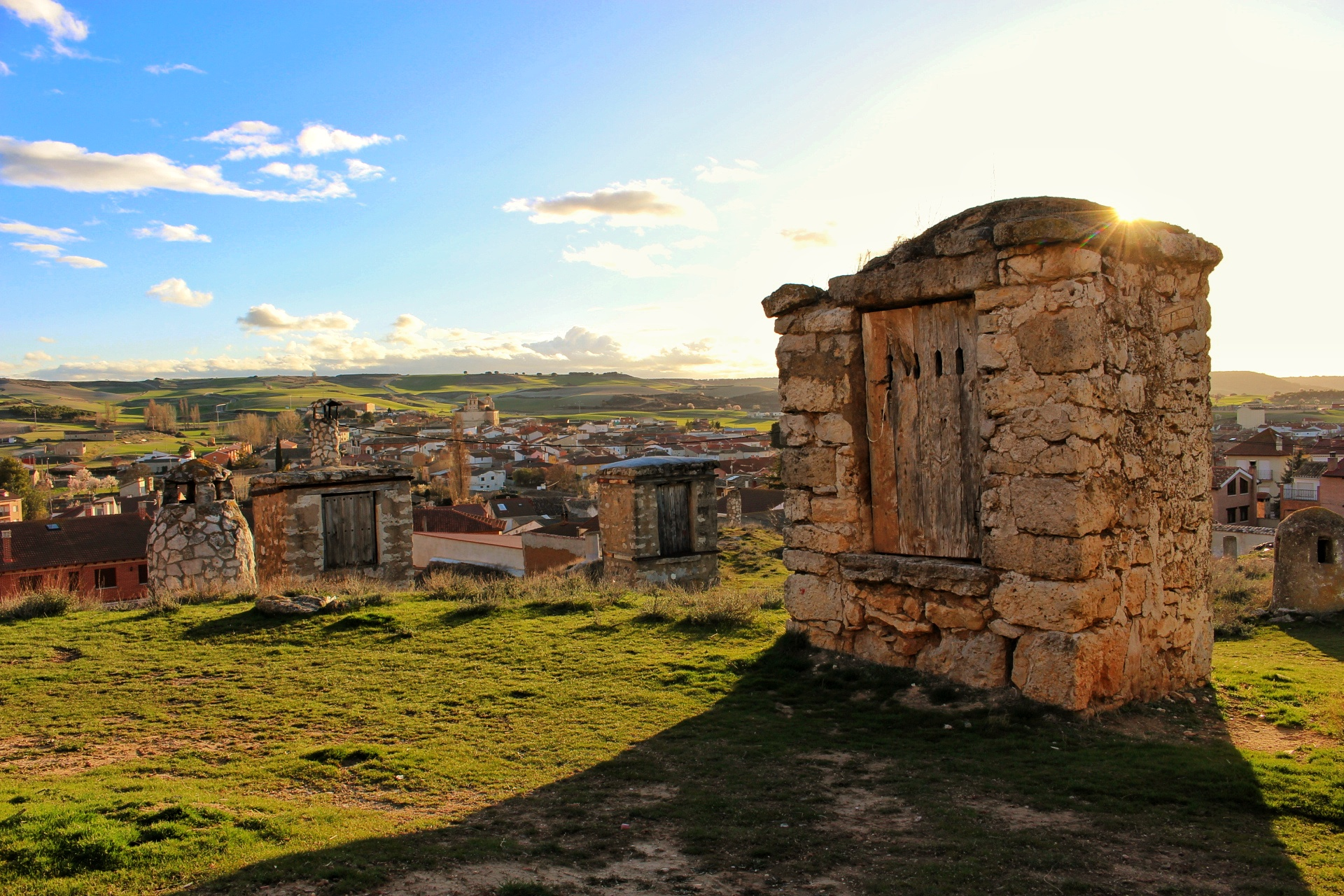
Descargadero de una bodega

- Descargaderos. Descargadero de una bodegaTambién llamados echaderas. Son elementos arquitectónicos independientes de planta cuadrada, construidos en piedra de mampostería, tienen en su entrada una pequeña puerta de madera gruesa de enebro. Estos elementos están conectados mediante un conducto vertical el exterior con el lagar. Es el primer elemento de uso en la elaboración del vino, ya que en este lugar se aparcaban los carros de madera tirados por animales que trasladaba la uva desde los viñedos, posteriormente se vertía la uva por los descargaderos hacia el lagar.

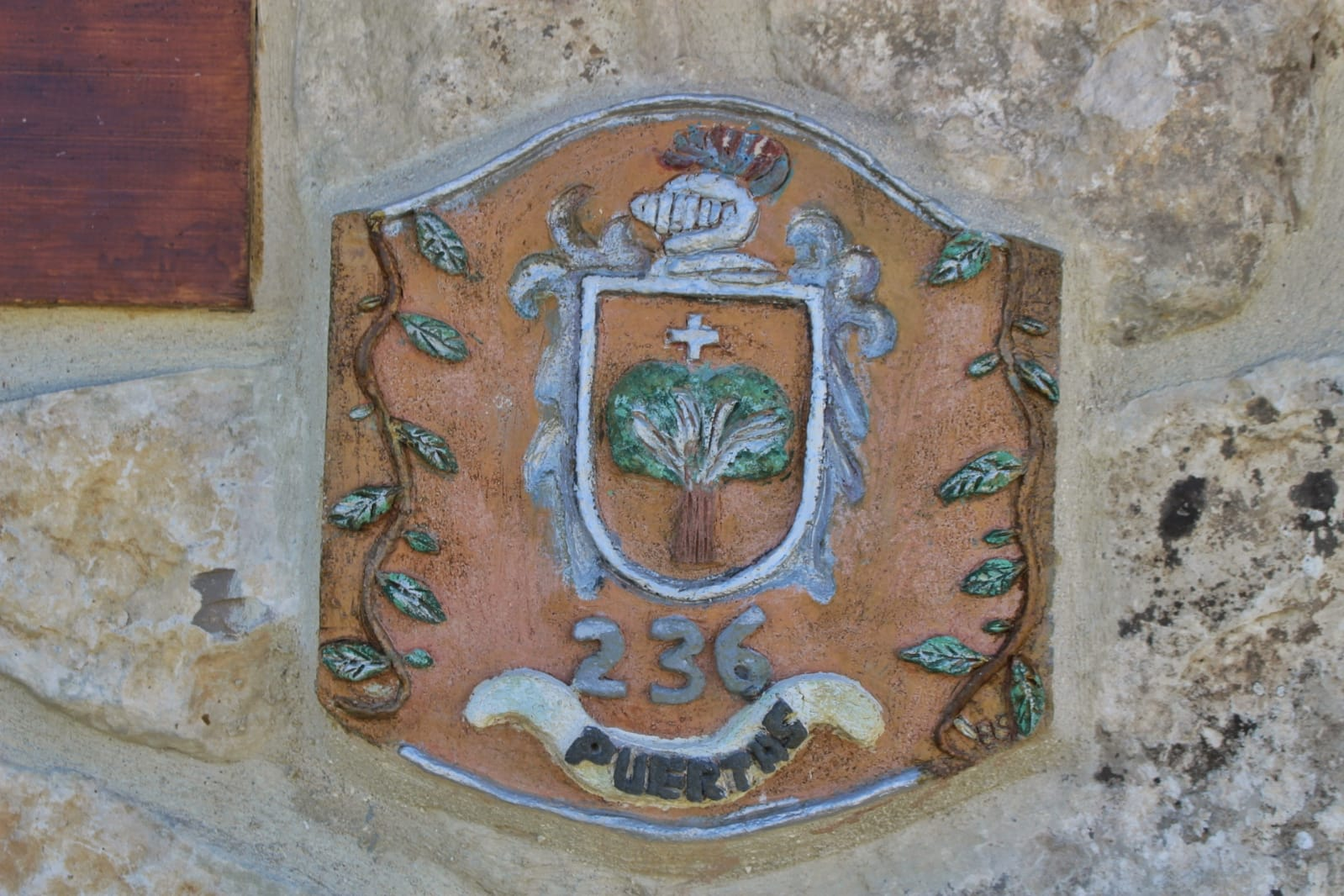
Cartel numérico de una bodega

- Carteles numéricos. Cartel numérico de una bodegaSirven como elemento de identificación de las diferentes bodegas. A finales del siglo XX cuando se realizó el censo de bodegas se inscribió por parte del ayuntamiento los números de bodega en color azul en la parte superior o lateral de la puerta. Actualmente los propietarios de las bodegas están cambiando estos elementos por otros más tradicionales realizados en madera o metal forjado, en algunos casos acompañando al número los apellidos de los propietarios.

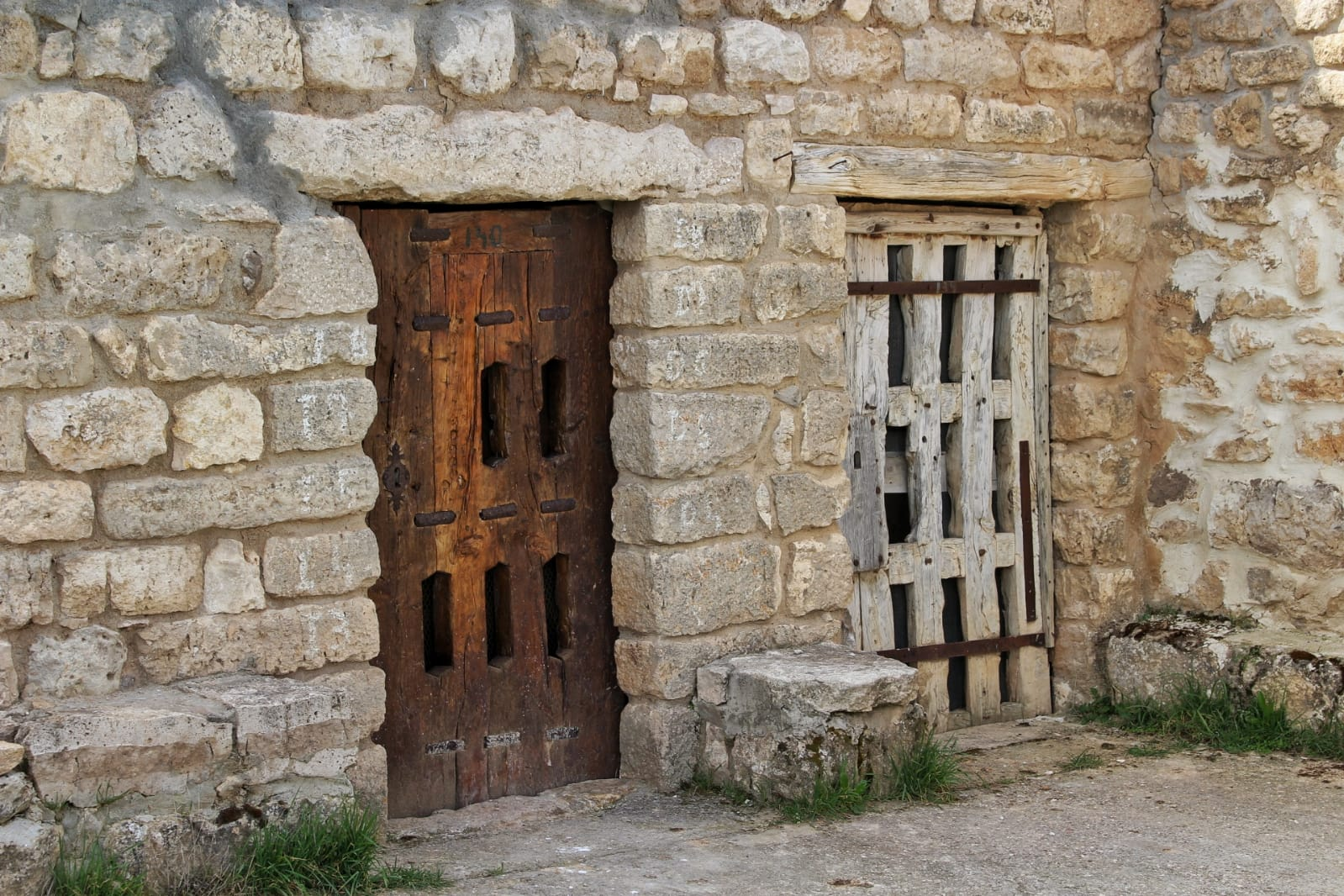
Puertas tradicionales

- Puertas de acceso. Puertas tradicionalesLas puertas de acceso a las bodegas tienen un elemento singular, ya que no están cerradas por completo, sino que tienen aberturas para mantener ventilación en las bodegas y no haya derrumbamientos. La mayoría de las puertas de acceso a las bodegas son originales realizadas en madera gruesa de enebro, en una minoría son nuevas puertas respetando la estética tradicional. Otros elementos que podemos encontrar junto a la puerta son unos pequeños asientos de piedra tallada, donde sentarse y conversar.
- Cañón de bajada. Es el primer elemento de la escalera y bóveda (techo de bajada) que nos encontramos en el acceso a la bodega. Está adelantado al perfil natural del terreno y penetra en el subsuelo. Los muros del cañón suelen ser de piedra de mampostería y su bóveda es de madera de enebro, lajas de piedra o mampostería de piedra. Este cañón tiene el ancho de la escalera y forma el primer tramo de ella.
- Escalera. Suele ser de un solo tiro, recto o curvo y con una pendiente muy pronunciada. Está excavada en el terreno haciendo de pasadizo hacia la nave central, su bóveda suele ser de medio punto. Los peldaños suelen ser de tierra, piedra o traviesas de madera e irregulares en su forma y en algunos casos existen descansillos entre el tramo de escalera. Actualmente en los casos de las escaleras de tierra, estas han sido cubiertas por plaqueta cerámica de barro natural, manteniendo su aspecto tradicional. En algunos casos muy excepcionales no existe en el acceso a la bodega escalera, ya que están en un nivel igual al de la calle y su entrada se realiza mediante una ligera rampa de pocos metros.
- Sisas. Son las diferentes naves que conforman el entramado subterráneo de la bodega. Están excavadas directamente en el terreno. Estas naves tienen entre dos y tres metros de anchura y más de dos metros de altura, en cuanto a la longitud, varía 10 y 50 metros. Las mayoría de las bodegas tienen una o dos sisas, aunque existen bodegas con más de una docena sisas. Son de forma alargada y están cubiertas por una bóveda apuntada o aplanada. Existen dos tipos de sisas, por un lado, lineales en las que las sisas se distribuyen sucesivamente y otro lado, paralelas en las que las sisas se distribuyen alrededor de una sisa principal de mayor tamaño. Estos espacios originalmente fueron espacios para el curado y reposo del vino presentando huecos o nichos para las cubas. Actualmente la mayoría de las bodegas han dejado de prestar este servicio y se usan como merendero.
- Cocina. Es una estancia que tienen algunas bodegas en un lateral de la escalera. Servía de lugar de descanso y para comer durante las jornadas de elaboración del vino. Algunas tienen una pequeña chimenea y bancos corridos tallados en la propia piedra en el perímetro.
- Lagar. Otra de las estancias de la bodega es el lagar, donde se prensa la uva para la elaboración del vino, aunque originalmente no todas las bodegas disponían de lagar. El lagar en unos casos se encuentra al fondo de la bodega o en otros casos se encuentra en un lateral. El lagar consta de una larga viga de madera y de una gran piedra que se eleva del suelo, dando vueltas mediante un husillo de madera, roscada a la viga. La piedra se coloca encima de unos tablones de madera (castillete) y hace de contrapeso (palanca), de manera que aplasta la uva y el mosto cae en la pila del lagar (pozal). Actualmente pocas bodegas conservan el lagar. El municipio dispone de un lagar comunal municipal en el que los propietarios que no tienen lagar en su bodega puedan elaborar de manera tradicional el mosto, este lagar se encuentra en la zona de recepción de visitantes creada en el año 2020.

## El barrio de bodegas en la actualidad

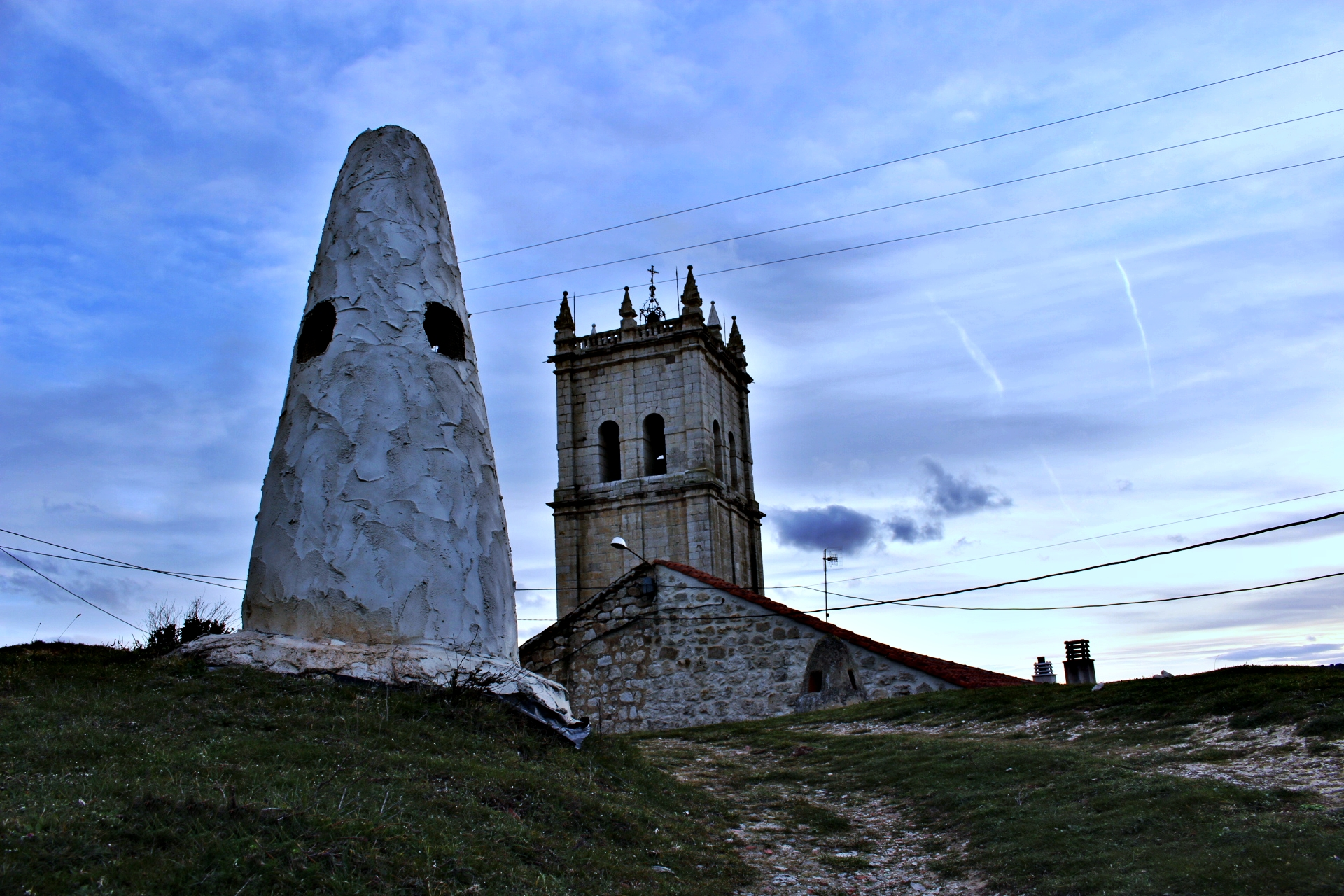
Humero, Torre de la iglesia de San Millán y Centro de Recepción de Visitantes "Lagar Comunal"

Actualmente hay censadas un total de 374 bodegas, la mayoría en muy buen estado de conservación, aunque hay algunas de ellas, pocas, en ruina.
Actualmente un gran número de propietarios de bodegas elaboran su propio vino de manera tradicional para consumo propio. Debido a la gran fama y calidad de los caldos por parte de los baltanasiegos, en los últimos años se celebra anualmente en el mes de septiembre el Concurso de vinos elaborados en las bodegas de Baltanás.
Entre el año 2010 y 2012 se realizó por parte del ayuntamiento del municipio y de la Universidad de Valladolid un levantamiento topográfico y un estudio arquitectónico de toda el área de las bodegas, delimitando las zonas de bodegas, las vías de acceso, los caminos interiores, así como los elementos tradicionales. Además, se realizaron los planos del interior de todas las bodegas y se planteó un plan de conservación.
En el año 2013 el Ayuntamiento de Baltanás estableció unas normas urbanísticas de protección de las bodegas de Baltanás integradas en el Plan Especial de conservación de las bodegas de Baltanás, siguiendo las pautas del Reglamento de Urbanismo de Castilla y León. La ordenanza municipal está basada en dos pilares: delimitación de la zona y elaboración de ordenanzas que regulen la actividad, la edificación y la rehabilitación de las bodegas. Entre las normas, está la prohibición de entrada en el recinto de las bodegas con vehículo, ya que se daña la estructura de las bodegas.
El 10 de diciembre de 2015 fueron declaradas Bien de Interés Cultural por la Junta de Castilla y León, en la categoría de Conjunto Etnológico (BOE 11/01/2016). Gracias a esta declaración y con la ayuda de subvenciones autonómicas y estatales se están realizando diferentes actuaciones de conservación y embellecimiento. Todas ellas diseñadas para intervenir lo menos posible y hacerlo con materiales tradicionales, conservando el conjunto en su estado original. También los propietarios de las bodegas, que suman casi 400 propietarios, están realizando en sus propiedades muchos obras de restauración y conservación. Además, se están realizando merenderos en la entrada de la bodega y mejoras dentro de ella, como la incorporación de luz eléctrica.
Las bodegas de Baltanás al ser catalogadas como un Bien de Interés Cultural están consideradas como Bienes Protegidos, por lo que las intervenciones en el exterior e interior de ellas debe cumplir unas normas urbanísticas y un permiso de Patrimonio para su ejecución.

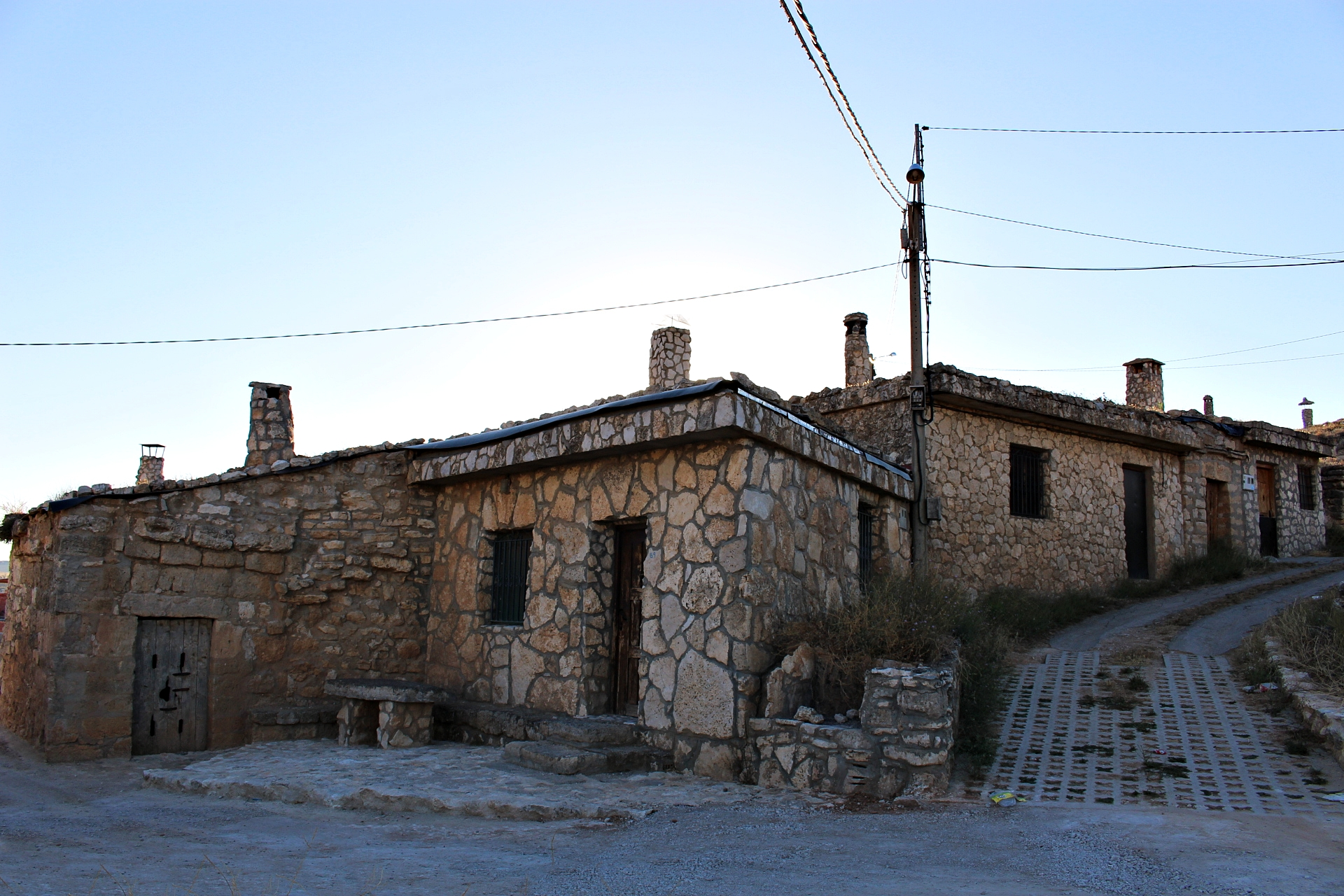
Nuevo pavimento en los caminos

Durante el siglo XX el ayuntamiento de Baltanás realizó diferentes mejoras que desde la perspectiva de la época mejoraban el entorno como es el caso de cubrir el terreno de los caminos principales con hormigón. Los últimos estudios realizados en 2012 por expertos de la Universidad de Valladolid en relación con la conservación de las bodegas de Baltanás, han concluido que este procedimiento de cubación del firme con hormigón no deja respirar el terreno y posibilita los hundimientos de bodegas. Es por ello, que se ha retirado por completo este pavimento rígido y se ha extendido una capa granular en toda la anchura de los caminos con plasticidad suficiente para permitir el paso de vehículos sin soltarse. Se ha combinado este tipo de pavimento con adoquines en los laterales.
Uno de los elementos que rompen con la belleza paisajística y tradicional de la zona el tendido de cable eléctrico aéreo, es por ello que paulatinamente se está sustituyendo por una canalización subterránea. Además, se está dotado a la zona de iluminación urbana de bajo consumo y ornamental en los recorridos internos, que permite la visión del conjunto desde la distancia.
En el año 2018 Baltanás se adhirió a la Asociación ‘Red de conjuntos históricos y etnológicos de Palencia’ gracias al conjunto de bodegas de Baltanás.
En el año 2019 se creó la Asociación de propietarios de bodegas de Baltanás.

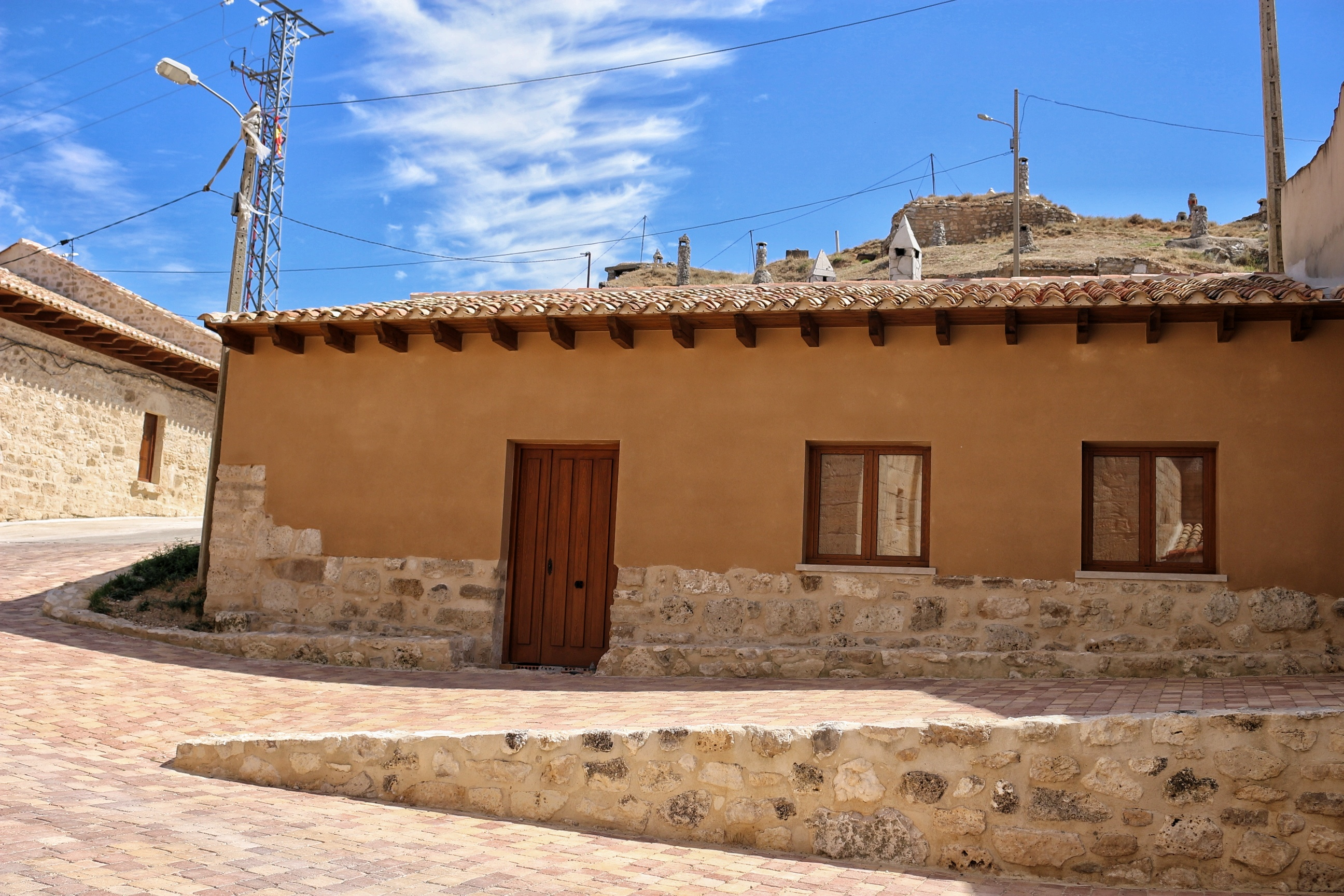
Edificio de usos múltiples y baños

En 2020 se inauguraron dos edificios dotacionales y culturales. Por un lado, el Centro etnológico "Lagar Comunal" como centro de interpretación de la elaboración del vino de manera tradicional y como centro de recepción de visitantes de las bodegas. Por otro lado, el edificio de usos múltiples y baños.

## Lugares de interés
Dentro del conjunto de las bodegas de Baltanás encontramos varios lugares de interés.

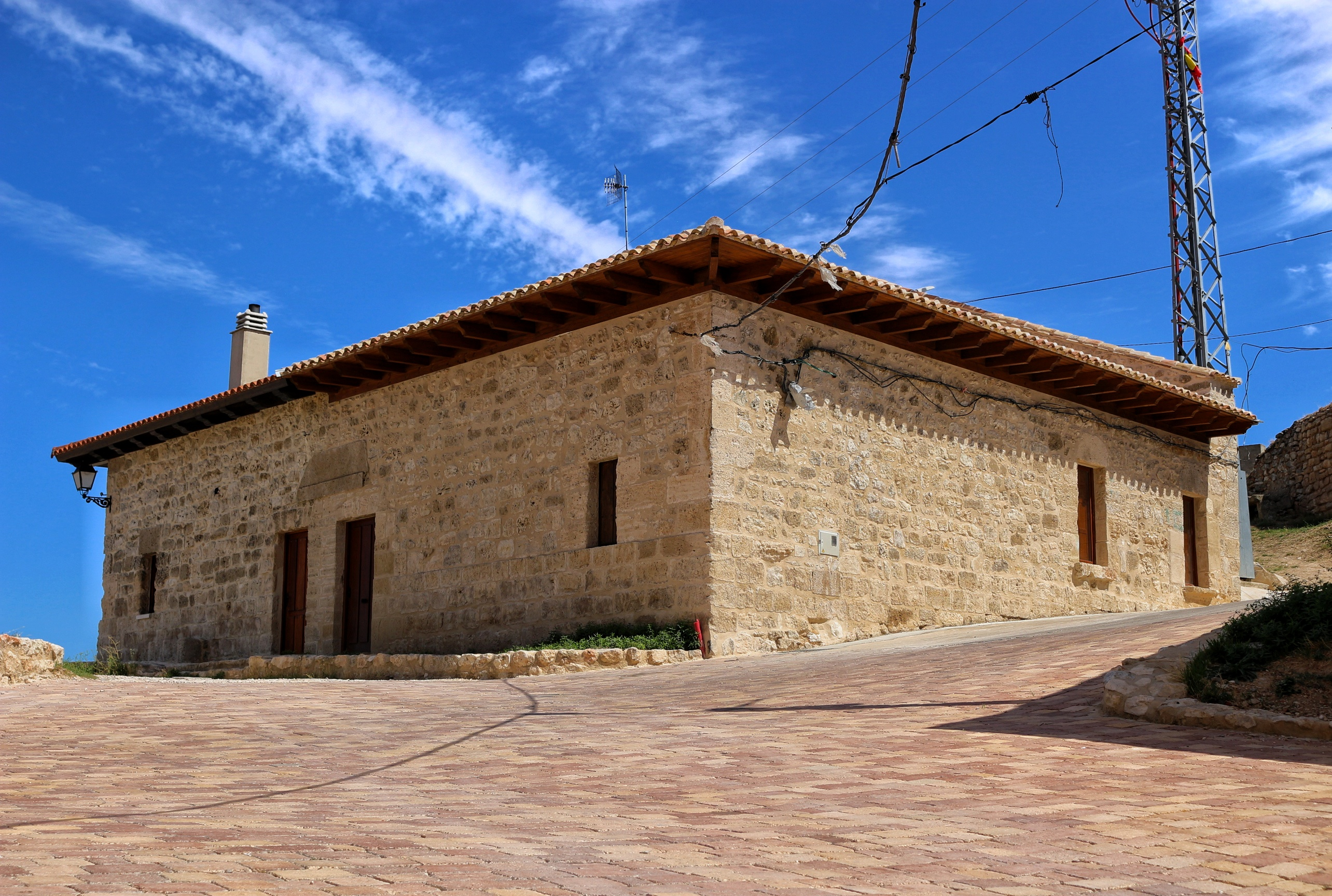
Lagar comunal y centro etnológico

- Lagar comunal y centro etnológicoCentro de recepción de visitantes Lagar Comunal. Este edificio de carácter público tiene dos usos, por un lado como centro de recepción para los visitantes a las bodegas y por otro lado, como lagar comunal público para el prensado de la uva y elaboración de vino. Rehabilitado en el año 2020.[24]
- Centro Enoturístico "La Zarcera". Es un centro expositivo en el que se enseña la cultura del vino y en el que se hacen catas de vino y productos de la comarca, además de dar información turística sobre las bodegas. Se localiza en la Barrio de bodegas, junto al merendero municipal El Depósito. El edificio cuenta con dos plantas, en la planta baja se encuentra el centro de recepción informativo y una tienda de recuerdos y vinos locales. En la planta superior se encuentra un espacio abierto en el que se realizan catas, talleres, cursos y conferencias relacionados con la cultura del vino y la arquitectura singular de las bodegas. El edificio también cuenta con una bodega subterránea. Se inauguró en el año 2020.[25]

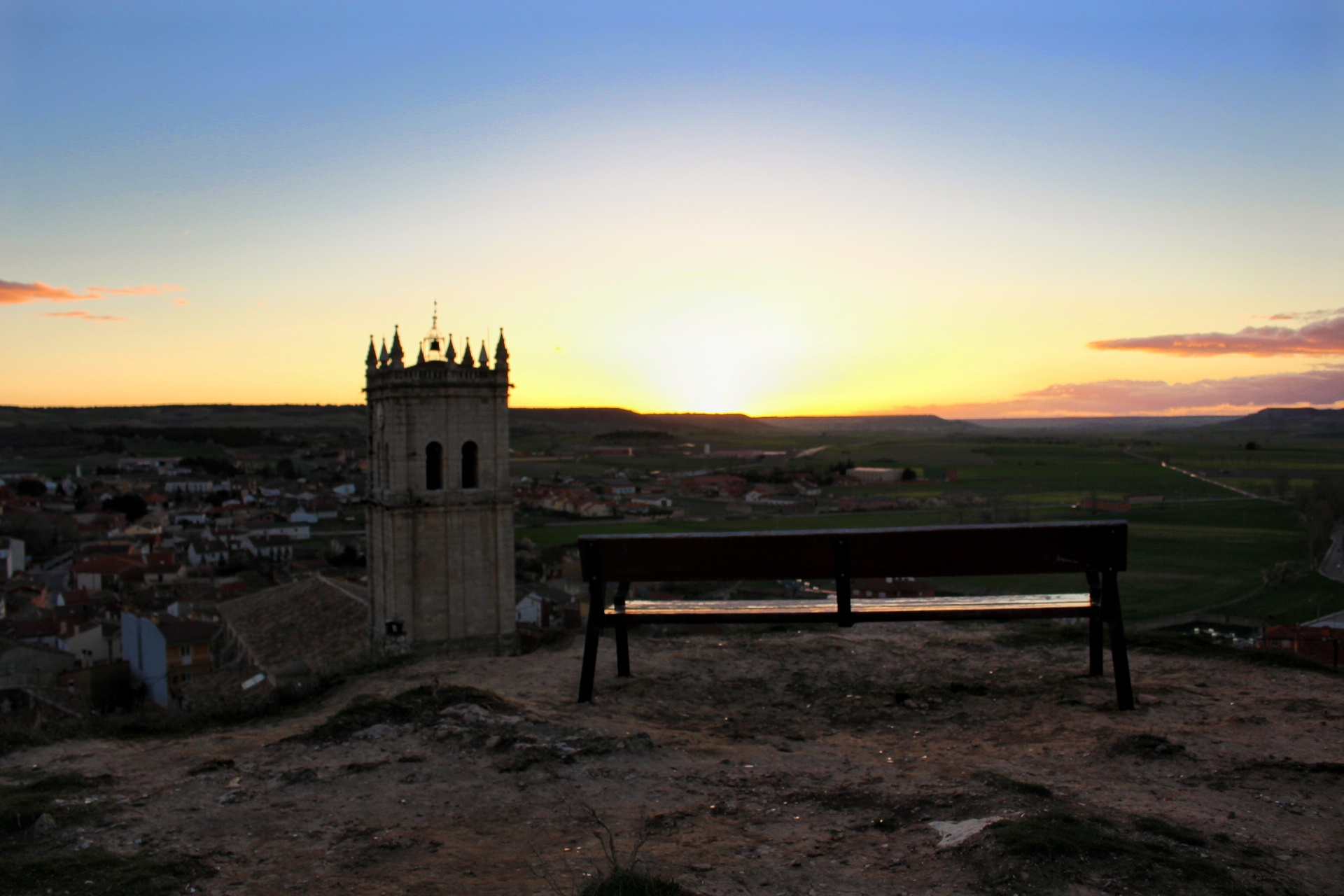
Mirador Camino Alto

- Miradores. Mirador Camino AltoEl conjunto de bodegas de Baltanás gracias a que se encuentra en un cerro elevado por encima del municipio, desde él se puede contemplar todo el municipio y sus alrededores. Cuenta en sus límites de varios miradores, como por ejemplo en el camino de la Torre junto a la iglesia de San Milán y en varios caminos y sendas secundarias. El mirador más importante y el que mejores vistas presenta se encuentra en lo alto de las bodegas accediendo a él desde el Camino Alto por unas escaleras. Todos los miradores presentan bancos de madera o piedra donde los visitantes pueden contemplar las espectaculares vistas del campo cerrateño, de las bodegas y del municipio.[26]

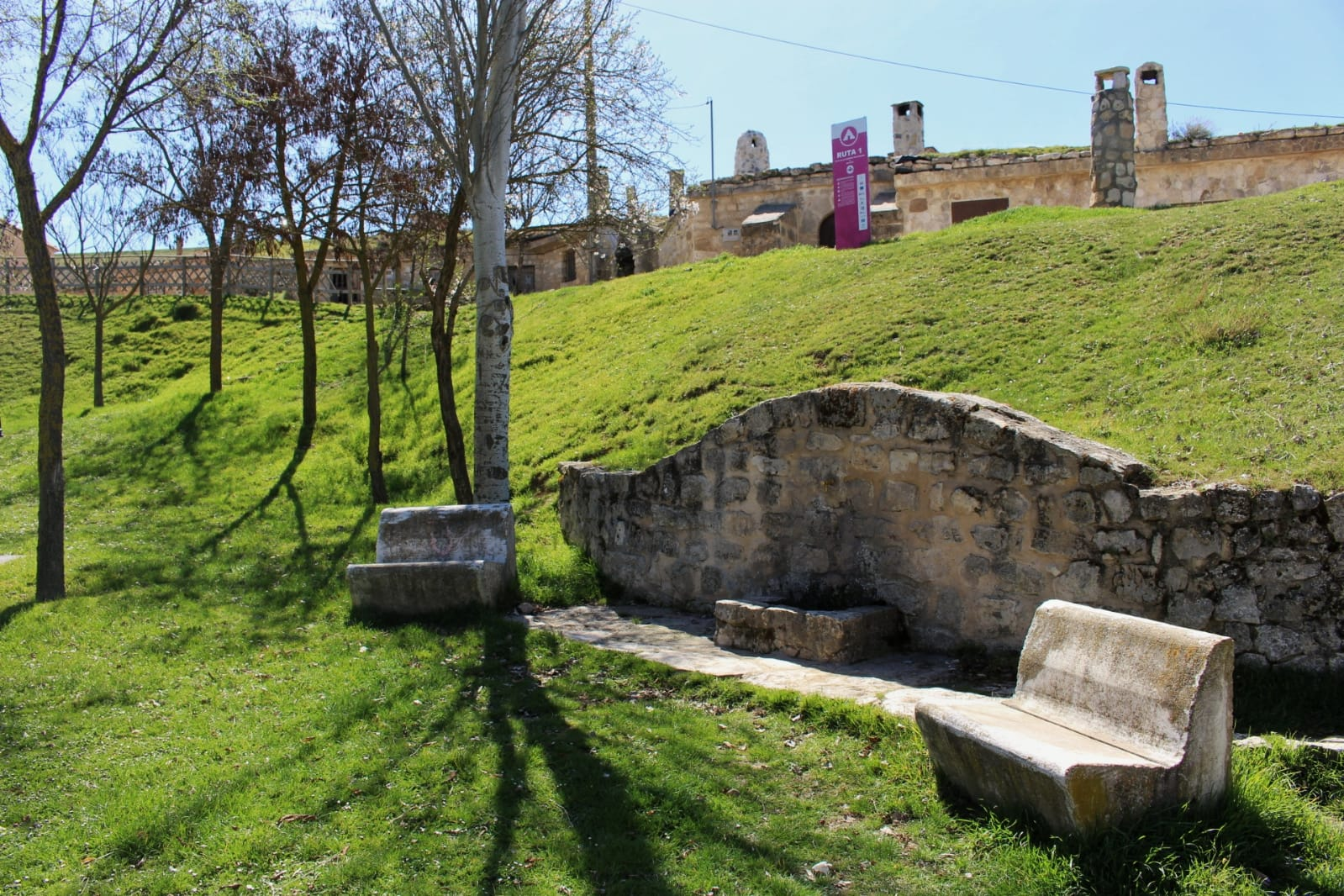
Fuente del Merendero al aire libre y bodegas de la zona Las Erillas

- Merendero al aire libre. Fuente del Merendero al aire libre y bodegas de la zona Las ErillasEsta zona de pícnic ubicada en el Camino Hondo entre la zona de bodegas del Castillo y la zona de bodegas de las Erilla tiene carácter de acceso libre. Está dotada de árboles que dan sombra, barbacoas, mesas con bancos y una fuente con agua potable. Todo el conjunto está dispuesto en dos altura alrededor del merendero municipal cubierto (antiguo depósito de agua).[27]
- Merendero municipal El Depósito. Esta edificación construida en el siglo XX como depósito de agua, se ha trasformado en merendero municipal. Se sitúa en el lado oeste de la zona de bodegas conocida como "El Castillo", al borde del Camino Hondo, junto al parque con el mismo nombre. Tiene una superficie de 60 m² y consta de entrada, cuarto de aseo y sala de comedor con chimenea. Tiene un aforo máximo de 40 personas. Este merendero es de titularidad pública y se puede alquilar para eventos y celebraciones para baltanasiegos y visitantes que no tengan bodega.[28]
- Camino de la Torre. El principal camino en torno a las bodegas. Recorre perimetralmente la zona noreste de las bodegas, desde la calle Soltadero hasta la iglesia de San Millán. En este camino nos encontramos una de las entradas al cerro de las bodegas, los servicios (Centro de recepción de visitantes, lagar comunal y aparcamiento) y la iglesia de San Millán. Además nos encontramos pequeños miradores con bancos.
- Camino Alto. Este camino recorre la zona norte de las bodegas, se caracteriza por tener una fuerte pendiente. Este camino da continuidad mediante diversas escaleras al punto más alto del cerro de las bodegas de 800 metros de altura, en él se encuentra un mirador con un banco en el que puede observar todo el municipio.
- Camino Llano. En este camino nos encontramos gran variedad de bodegas, merenderos y elementos constructivos como por ejemplo descargaderos, chimeneas o humeros, zarceras y respiraderos. También nos encontramos con mesas exteriores construidas en piedra y barbacoas.

## Turismo

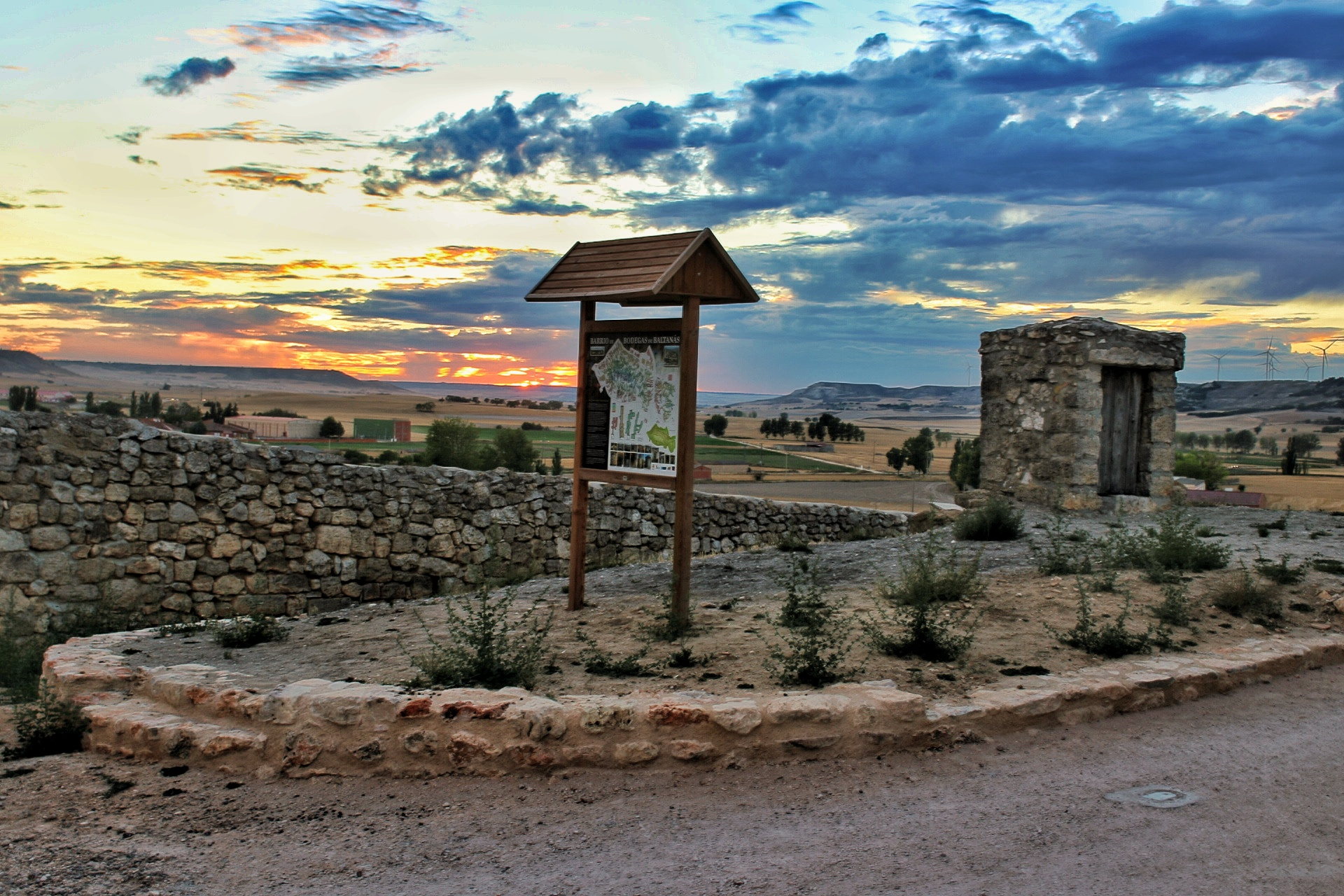
Panel informativo frente al Centro de recepción de visitantes "Lagar Comunal"

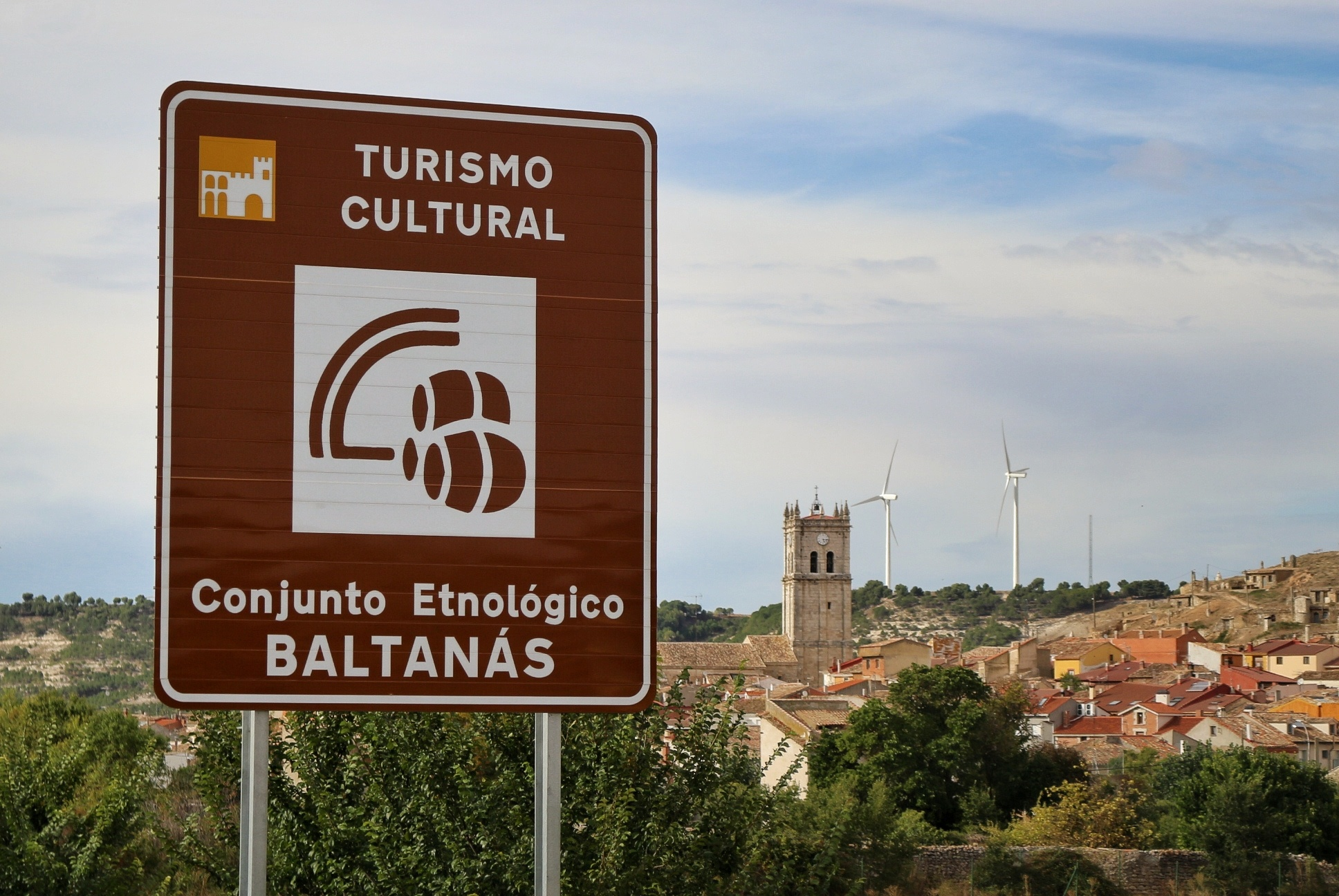
Cartel a la entrada de Baltanás

El conjunto de bodegas de Baltanás, es uno de los recursos turísticos que cuenta el municipio 
Centro de recepción de visitantes de las bodegas Lagar Comunal. Baños públicos y zona de aparcamiento
Oficina de Turismo de Baltanás: Visitas guiadas al interior de una bodega y ruta por las bodegas. venta de libros y publicaciones sobre las bodegas de Baltanás y suvenires. Folletos turísticos.
En el Museo del Cerrato localizado en la localidad podemos ver diferentes salas en las que se puede observar de manera didáctica las partes de una bodega, sus elementos característicos y la elaboración del vino de manera didáctica. En el año 2019, el ayuntamiento de Baltanás junto con ADRI Cerrato realizaron un proyecto de difusión patrimonial de las bodegas de Baltanás mediante la creación de una visita en 3D mediante gafas de Realidad Virtual.
El conjunto de bodegas se pueden visitar de manera libre, ya que todo su recorrido está bien señalizado por diferentes paneles informativos que muestran al visitante su historia, rutas, lugares de interés y servicios que cuenta.

## Gaudí y las bodegas de Baltanás

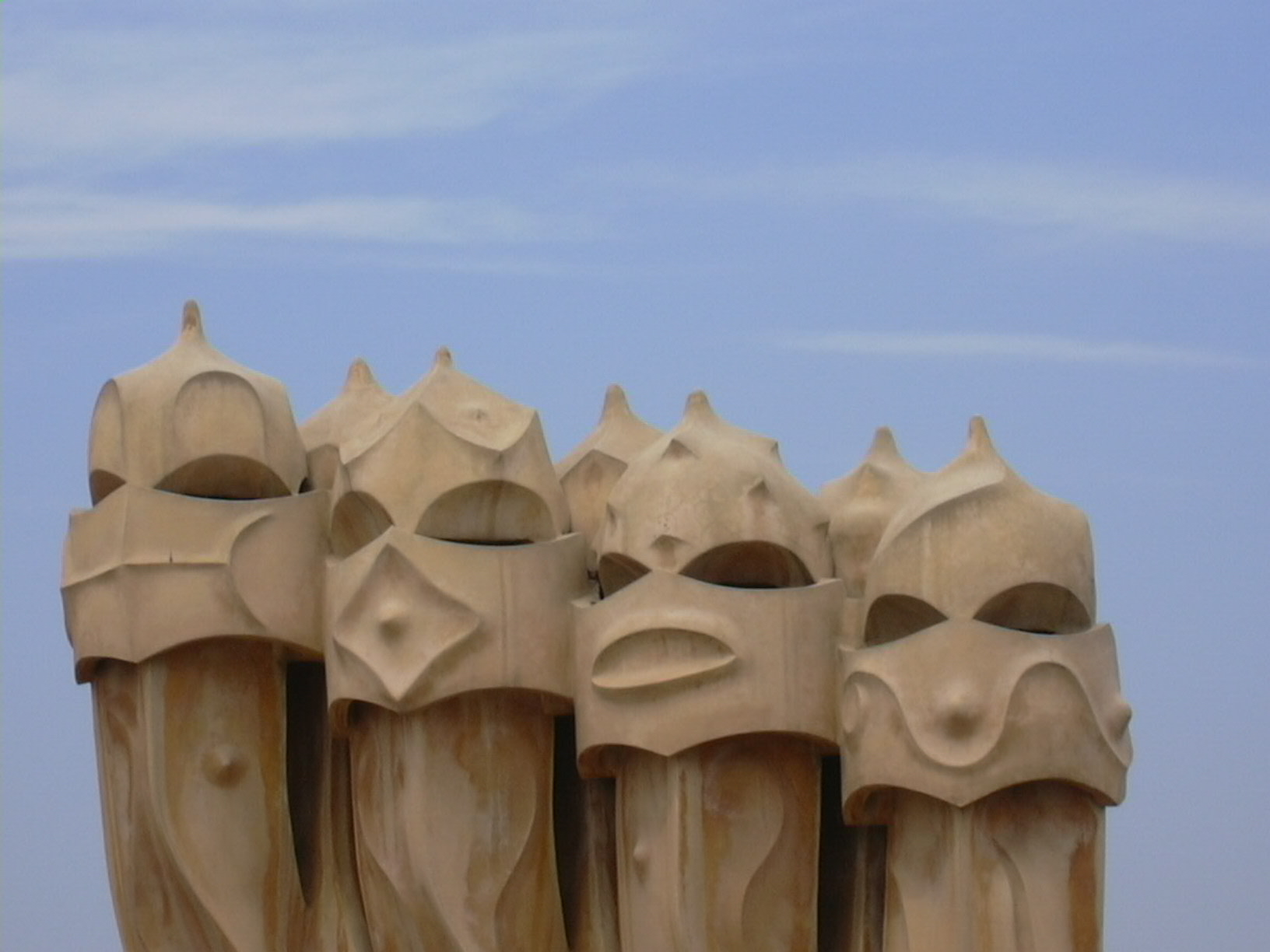
Chimeneas de la Casa Milá (Barcelona)

La investigadora Ana María Ferrin afirma que el arquitecto Antoni Gaudí visitó la localidad de Baltanás y se inspiró en los humeros de las bodegas para crear las chimeneas de su afamada Casa Mila ubicada en Barcelona.
Las chimeneas realizadas por el arquitecto en la Casa Milá, también llamada La Pedrera están realizadas con una geometría reglada y helicoidal, pensando en la dirección que lleva el humo en el hemisferio norte.